# Јабука (Фоча-Устиколина)
Јабука је насељено мјесто у општини Фоча, Федерација Босне и Херцеговине, Босна и Херцеговина.

## Становништво
|             | 2013.       | 1991.         | 1981.         | 1971.         |
| Укупно      | 88 (100,0%) | 286 (100,0%)  | 455 (100,0%)  | 493 (100,0%)  |
| Бошњаци     | 88 (100,0%) | 267 (93,36%)1 | 417 (91,65%)1 | 426 (86,41%)1 |
| Срби        | –           | 18 (6,294%)   | 36 (7,912%)   | 67 (13,59%)   |
| Југословени | –           | 1 (0,350%)    | 1 (0,220%)    | –             |
| Црногорци   | –           | –             | 1 (0,220%)    | –             |

1. 1 На пописима од 1971. до 1991. Бошњаци су пописивани углавном као Муслимани.